# Acanthurus leucosternon
Acanthurus leucosternon là một loài cá biển thuộc chi Acanthurus trong họ Cá đuôi gai. Loài cá này được mô tả lần đầu tiên vào năm 1833.

## Từ nguyên
Từ định danh của loài cá này, leucosternon, trong tiếng Latinh có nghĩa là "ngực trắng", ám chỉ dải màu trắng ở phần cổ họng trải dài xuống ngực.

## Phạm vi phân bố và môi trường sống
A. leucosternon có phạm vi phân bố rộng khắp Ấn Độ Dương. Loài cá này được ghi nhận dọc theo vùng bờ biển Đông Phi, bao gồm Madagascar và các đảo quốc, bãi ngầm lân cận; từ vùng biển phía nam Ấn Độ (gồm cả Lakshadweep), trải dài về phía nam đến Sri Lanka, Maldives, Chagos, xa hơn nữa là đến quần đảo Cocos (Keeling) và đảo Giáng Sinh (Úc); từ vùng biển ngoài khơi Myanmar, băng qua biển Andaman, A. leucosternon có mặt dọc theo bờ tây của bán đảo Mã Lai, trải dài xuống đảo Sumatra và Java đến quần đảo Sunda Nhỏ (ít nhất là đến đảo Komodo); ở phía tây bắc Ấn Độ Dương, loài cá này đã được quan sát tại vùng biển ngoài khơi Oman và Yemen.
A. leucosternon sống gần các rạn san hô và bãi ngầm ven bờ ở độ sâu đến ít nhất là 25 m.

## Mô tả
Chiều dài cơ thể tối đa được ghi nhận ở A. leucosternon là 54 cm, nhưng thường được quan sát với kích thước phổ biến là khoảng 20 cm. A. leucosternon là một loài dị hình giới tính nhưng không có sự khác biệt màu sắc giữa cá đực và cá cái. Dựa vào kích thước, người ta nhận thấy, cá đực của A. leucosternon nhỏ hơn so với cá cái đồng loại.
Chúng có một mảnh xương nhọn chĩa ra ở mỗi bên cuống đuôi, tạo thành ngạnh sắc. Cơ thể hình bầu dục thuôn dài, có màu xanh thủy tinh; mặt đen sẫm; ngực và cổ họng có màu trắng. Viền quanh môi màu trắng. Vây lưng và cuống đuôi có màu vàng, riêng vây lưng có viền trắng. Vây bụng và vây hậu môn màu trắng. Vây ngực trong suốt, có các tia màu vàng. Đuôi lõm, màu trắng nhạt, có các dải viền màu đen.
Số gai ở vây lưng: 9; Số tia vây ở vây lưng: 28 - 30; Số gai ở vây hậu môn: 3; Số tia vây ở vây hậu môn: 23 - 26.

## Sinh thái

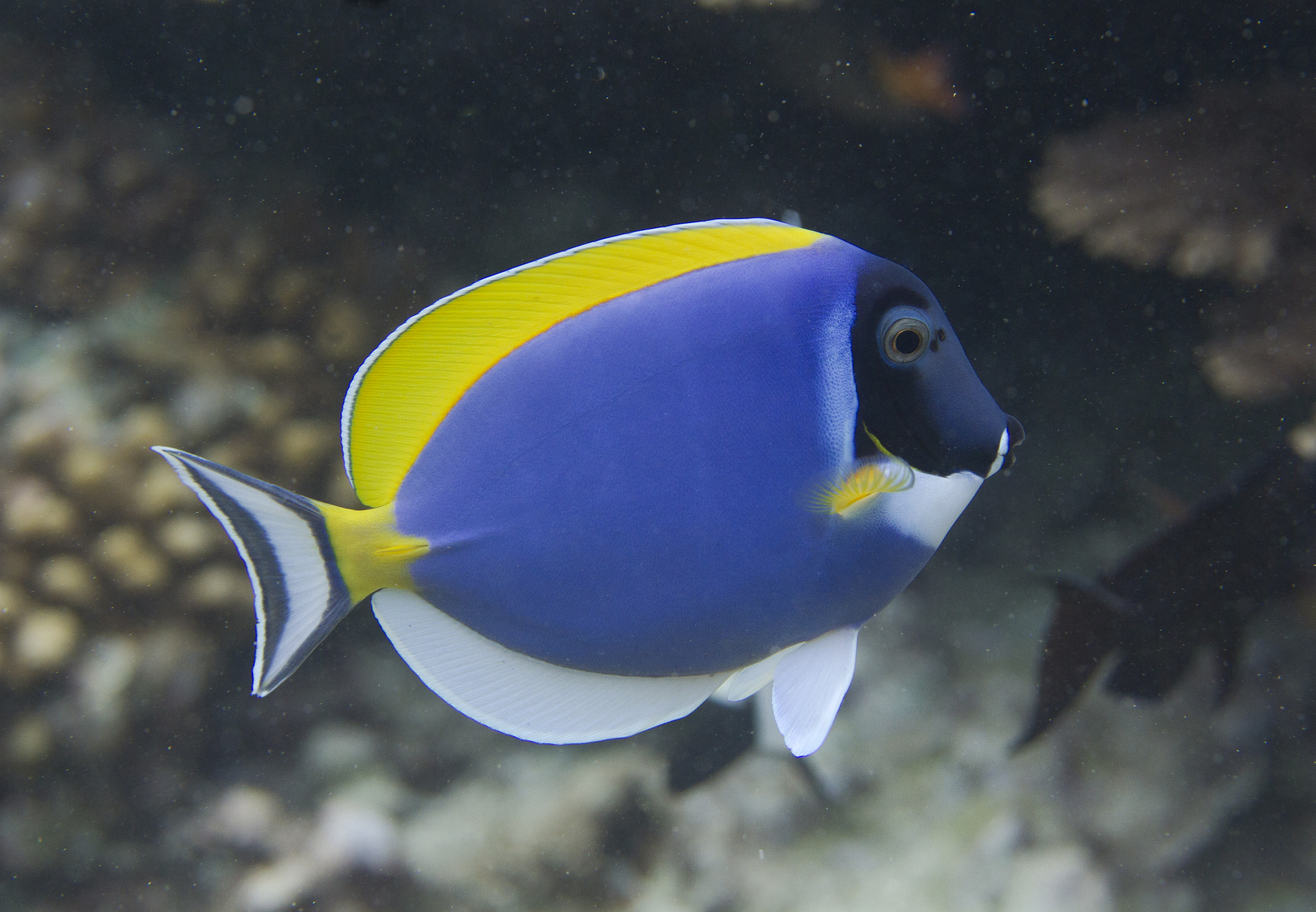
A. leucosternon ngoài khơi Réunion

A. leucosternon sống đơn lẻ hoặc hợp thành đàn lớn, cùng nhau kiếm ăn. Thức ăn của chúng là những loài tảo đáy.

### Loài đa thê
Ngay từ khi còn là cá con, A. leucosternon đã tỏ ra là một loài có tính lãnh thổ. A. leucosternon giao phối theo chế độ một vợ một chồng, nhưng nhiều trường hợp một con cá đực sống cùng lúc với hai con cá cái đã được quan sát thấy. Thường thì hai con cá cái "chung chồng" này là hàng xóm gần kề của nhau, và chúng vẫn phòng thủ lẫn nhau ngay tại lãnh thổ của riêng mình chứ không sống chung trong một lãnh thổ. Cá đực sẽ luân phiên dành vài phút cho mỗi con cá cái của mình ở trong lãnh thổ của chúng.
Tuy nhiên, nhiều trường hợp, xen giữa lãnh thổ của hai con cá cái "chung chồng" là lãnh thổ của một cặp A. leucosternon đực-cái khác. Cá đực "chồng" của hai con cá cái này sẽ bơi lên trên lãnh thổ của cặp A. leucosternon đó trong suốt quá trình di chuyển qua lại giữa lãnh thổ của hai "người vợ". Cá đực cũng giúp những con cá cái của mình bảo vệ lãnh thổ trước sự xâm phạm của đồng loại hay những loài vật khác.

### Quan hệ vớiA. lineatus
A. leucosternon, và cả Acanthurus lineatus, có sự chồng lấn lãnh thổ không đáng kể đối với những đồng loại ở gần chúng, và hầu như không có sự chồng lấn lãnh thổ nào được ghi nhận giữa A. leucosternon và A. lineatus nếu cả hai là hàng xóm của nhau.
Khi chưa trưởng thành, cá con của A. leucosternon thường sinh sống trong lãnh thổ của những con cá cái của đồng loại còn đơn độc. Tuy nhiên, cá con của A. lineatus nhiều lần được quan sát là sống trong lãnh thổ của các cặp A. leucosternon, và nó cũng gây phiền toái đến cặp A. leucosternon này. Trong khi đó, cá con của A. leucosternon lại không được ghi nhận là sống trong lãnh thổ của bất kỳ cá thể A. lineatus nào. Cá con của A. lineatus cũng thường chia sẻ lãnh thổ của mình với một cá thể A. leucosternon cái sống đơn độc.

### Lai vớiA. nigricans
Acanthurus achilles, Acanthurus japonicus, A. leucosternon và Acanthurus nigricans là 4 loài chị em với nhau, được xếp vào nhóm phức hợp loài A. nigricans (còn được gọi là phức hợp loài A. achilles). Trong 4 loài kể trên, A. nigricans là loài có phạm vi phân bố rộng nhất, chồng lấn lên tất cả phạm vi phân bố của 3 loài còn lại. Chính vì vậy, A. nigricans thường tạo ra những cá thể lai với chúng.
A. leucosternon và A. nigricans có phạm vi phân bố chồng lấn lên nhau ở vùng biển phía đông Ấn Độ Dương (vùng biển bao quanh quần đảo Cocos (Keeling) và đảo Giáng Sinh). Tại đây, những cá thể lai giữa A. leucosternon và A. nigricans đã được nhìn thấy và được công nhận với danh pháp là Acanthurus cf. leucosternon. A. leucosternon cũng được ghi nhận là tạo giống lai với A. nigricans ở ngoài khơi đảo Bali, Indonesia.
Những cá thể Acanthurus cf. leucosternon cái có thể lai ngược dòng với những cá thể A. leucosternon đực hiếm hoi ở vùng biển này. Như hầu hết tất cả các loài khác, đối với loài cá, chỉ có DNA ty thể của mẹ là truyền sang cho con, vì thế, ty thể của A. nigricans sẽ truyền sang cho những cá thể lai tiếp theo. A. leucosternon có thể sẽ bị tuyệt chủng cục bộ tại quần đảo Cocos (Keeling) và đảo Giáng Sinh do sự phân bố không phổ biến, cũng như việc lai nhập gen (introgressive hybridization) rộng rãi của loài này trong khu vực.

### Trích dẫn
- D. R. Robertson; N. V. C. Polunin; K. Leighton (1979). "The behavioral ecology of three Indian Ocean surgeonfishes (Acanthurus lineatus, A. leucosternon and Zebrasoma scopas): their feeding strategies, and social and mating systems" (PDF). Environmental Biology of Fishes. Quyển 4 số 2. tr. 125–170. doi:10.1007/BF00005448.
- A. D. Marie; L. van Herwerden; J. H. Choat; J-P. A. Hobbs (2007). "Hybridization of reef fishes at the Indo-Pacific biogeographic barrier: a case study". Coral Reefs. Quyển 26 số 4. tr. 841–850. doi:10.1007/s00338-007-0273-3.
- "Surgeons and suture zones: Hybridization among four surgeonﬁsh species in the Indo-Paciﬁc with variable evolutionary outcomes". Molecular Phylogenetics and Evolution. Quyển 101. 2016. tr. 203–215. doi:10.1016/j.ympev.2016.04.036. {{Chú thích tạp chí}}: Đã bỏ qua tham số không rõ |authors= (trợ giúp)